# 泰讷维尔
泰讷维尔（法語：Tenneville，法語發音：[tɛnvil]）是比利时瓦隆大区盧森堡省馬爾什昂法梅訥區的一个市镇，位于阿登地区，通行法语，是比利时法语社群的一部分，面积91.81平方千米，人口2,842人（2018年1月1日）。